# Асфальтено-смолисті речовини
Асфальте́но-смо́листі речови́ни (рос. асфальтено-смолистые вещества; англ. asphalteneresin substances; нім. Asphalten-Teerstoffe) — невуглеводневі високомолекулярні сполуки нафти.

## Загальний опис
Асфальтено-смолисті речовини містять до 88 % вуглецю, до 10 % водню і до 14 % гетероатомів. Відношення смоли: асфальтени в різних нафтах змінюється від 9:1 до 7:3. Найменший вміст А.-с.р. і найвищі величини цього відношення характерні для найдревніших (кембрійських) нафт, а відношення — також для нафт із малих глибин (до 1000 м) через можливе вторинне окиснення або збагачення сіркою. Існує поширена думка, що асфальтени є продуктами конденсації смол, а звідси смоли ще називають протоасфальтенами. При переході від смол до асфальтенів зростає ароматичність, знижується частка циклоалканового і аліфатичного вуглецю, збільшується частка метильних груп. До смол відносять розчинні у вуглеводнях нафти, високомолекулярні гетероатомні полідисперсні безструктурні сполуки нафти, які можна розділити на вузькі фракції однотипних сполук. До асфальтенів відносять нерозчинні в алканах, відносно сформовані гетероатомні сполуки нафти. Вони мають такі значення молекулярної маси (1800—2500 на відміну від 400—1800 для смол) і ступеня ароматичності (0,45-0,58 на відміну від 0,2-0,4 для смол), які призводять до значної міжмолекулярної взаємодії, яка сприяє утворенню надмолекулярних структур, що виявляються рентгеноструктурним аналізом. Звідси можна сказати, що смоли є речовинами, які займають проміжну область між вуглеводневими оливами і асфальтенами.
Якісний склад і сумарний вміст гетероатомів у смолах і асфальтенах змінюється в значних межах, а атомне відношення О: С від 0,003 до 0,45. Вміст сірки змінюється від 0,3 до 10,3 %, а за атомним відношенням S: C — від 0,0001 до 0,049. Вміст азоту в асфальтенах відносно постійний і змінюється від 0,6 до 3,3 N: C, звичайно становить 0,015±0,008. В асфальтенах (за невеликих винятків) вміст гетероатомів можна розмістити в ряд S>O>N, а в смолах — O<S<N. Сірка в А.-с.р. присутня у вигляді сульфідів (аліфатичних, аренових, циклоалканових) тетрагідротіофенових, тіациклогексанових, тіациклогептанових і тіофенових кілець. Азот в основному присутній у вигляді ароматичних (які містять ядро піридину або хіноліну), гідроароматичних (ядро піперидину) і нейтральних (ядро індолу, карбазолу і піролу) сполук, які включені в загальну поліциклічну систему. Кисень переважно входить до складу функційних груп: карбоксильної, фенольної, спиртової, складноефірної і карбонільної. В А.-с.р. містяться також ванадій, нікель, залізо, кобальт, хром, марганець, золото, срібло тощо. При підвищеному вмісті асфальтенів і малій розчинності дисперсійного середовища асфальтени і смоли можуть утворювати дисперсну фазу. Частинки асфальтенів у колоїдних системах мають розміри 2-30 нм і утворюють коацервати розміром до 2 мкм. Стійкість цих колоїдних систем проти розшарування визначається товщиною сольватної оболонки, утвореної із адсорбованих молекул смол, які утворюють собою структурно-механічний бар'єр, що перешкоджає асоціації. А.-с.р. мають поверхневу активність та ускладнюють умови фільтрації нафти в пластах.